# Lamyra dioctriaeformis
Lamyra dioctriaeformis är en tvåvingeart som först beskrevs av Johann Wilhelm Meigen 1820.  Lamyra dioctriaeformis ingår i släktet Lamyra och familjen rovflugor. Inga underarter finns listade i Catalogue of Life.